# NGC 7531
NGC 7531 ist eine Spiralgalaxie vom Hubble-Typ Sbc und liegt im Sternbild Kranich am Südsternhimmel. Sie ist schätzungsweise 70 Millionen Lichtjahre von der Milchstraße entfernt und hat einen Durchmesser von etwa 95.000 Lj.
Im selben Himmelsareal befindet sich u. a. die Galaxie NGC 7496.
Die Typ-Ib/c-Supernova SN 2012dj wurde hier beobachtet.
Das Objekt wurde am 2. September 1836 von John Herschel entdeckt.